# Зечји трн
Зечји трн или гладиш, гладушац, бијели трн, бодеж, иглица, вучитрн, грмотрн (лат. Ononis spinosa) је биљка из породице лептирњача или махунарки (Fabaceae).
Порекло научног имена:
- име рода води порекло из грчког језика onos = магарац и oninemi = користити, у смислу магарећа трава;
- име врсте из лат. spinosus што значи трновит.

## Опис биљке
Вишегодишњи жбун са добро развијеним главним кореном који је жилав, тврд и користи се као лековити део ове биљке. Стабло је јако разгранато са полуусправним или усправним гранама које су покривене обичним или жлездастим длакама. Бочни изданци се завршавају трновима. Цветови су појединачни или ређе у паровима са ружичастим круничним листићима који су прошарани тамније обојеним жилицама. Цветови су такође покривени жлездастим длакама. Могу се и они користити за припремање чаја, мада је то ређе.

## Хемијски састав дроге
Као дрога користи се корен (ononidis radix) који се из природе сакупља у јесен или рано пролеће само од старијих биљака. 
Садржи:
- етарска уља,
- гликозиде,
- сапонизиде,
- мало танина,
- калцијум и др.

## Употреба
У народној медицини се користи код реуматских обољења, за избацивање мокраћне киселине из организма, код цревних обољења (хемороиди, крварење), болести мокраћних путева.